# ريغي ولز
ريغي ولز (بالإنجليزية: Reggie Wells)‏ هو لاعب كرة قدم أمريكية أمريكي، ولد في 3 نوفمبر 1980 في South Park Township, Pennsylvania ‏ في الولايات المتحدة.

## وصلات خارجية
- ريغي ولز على موقع مرجع كرة القدم المحترفة.كوم (الإنجليزية)